# Yiyang (Hunan)
Yiyang (kinesisk skrift: 益阳; pinyin: Yìyáng) er en by på præfekturniveau i provinsen Hunan i det centrale Kina. Præfekturet har et areal på 12.,325 km² og en befolkning på 4.660.000 mennesker (2007).
Bypræfekturet ligger ved floden Zijiang.
Byen Yiyang blev grundlagt under Qin-dynastiet. Under Taipingoprøret blev navnet ændret til Desheng amt.

## Administrative enheder
Yiyang består af to bydistrikter, et byamt og tre amter:
- Bydistriktet Heshan – 赫山区 Hèshān Qū ;
- Bydistriktet Ziyang – 资阳区 Zīyáng Qū ;
- Byamtet Yuanjiang – 沅江市 Yuánjiāng Shì ;
- Amtet Nan – 南县 Nán Xiàn ;
- Amtet Taojiang – 桃江县 Táojiāng Xiàn ;
- Amtet Anhua – 安化县 Ānhuà Xiàn.

## Trafik
Kinas rigsvej 319 fører gennem præfekturet. Den begynder i Xiamen i Fujian, løber mod nordvest gennem provinserne Jiangxi, Hunan og Chongqing, til den ender i Chengdu, hovedstaden i provinsen Sichuan.
28°35′N 112°20′Ø / 28.583°N 112.333°Ø